# Memoriał Eugeniusza Nazimka 2007
XXIV Memoriał im. Eugeniusza Nazimka – 24. edycja turnieju w celu uczczenia pamięci polskiego żużlowca Eugeniusza Nazimka, który odbył się 14 października 2007. Zwyciężył Nicki Pedersen.

## Wyniki
- 14 października 2007, Stadion Stali Rzeszów, sędzia Henryk Kowalski

| Msc. | Zawodnik               | Klub                        | Pkt  |             |  |
| ---- | ---------------------- | --------------------------- | ---- | ----------- |  |
| 1    | (1) Nicki Pedersen     | Marma Polskie Folie Rzeszów | 15   | (3,3,3,3,3) |  |
| 2    | (15) Rafał Dobrucki    | Marma Polskie Folie Rzeszów | 14   | (3,3,3,3,2) |  |
| 3    | (3) Paweł Miesiąc      | Marma Polskie Folie Rzeszów | 12+3 | (2,2,2,3,3) |  |
| 4    | (8) Tomasz Chrzanowski | Lotos Gdańsk                | 12+2 | (3,3,3,3,0) |  |
| 5    | (5) Martin Vaculik     | KSM Krosno                  | 11   | (2,2,2,2,3) |  |
| 6    | (10) Adrian Miedziński | Unibax Toruń                | 9    | (3,2,3,0,1) |  |
| 7    | (14) Dawid Lampart     | Marma Polskie Folie Rzeszów | 7    | (0,3,1,2,1) |  |
| 8    | (6) Jernej Kolenko     | Kolejarz Rawicz             | 7    | (1,d,2,2,2) |  |
| 9    | (4) Artiom Wodjakow    | Rosja                       | 7    | (1,2,1,1,2) |  |
| 10   | (2) Tomasz Rempała     | Start Gniezno               | 6    | (0,1,0,2,3) |  |
| 11   | (16 Rafał Trojanowski  | PSŻ Milion Team Poznań      | 6    | (2,1,0,1,2) |  |
| 12   | (11) Marcin Rempała    | Unia Tarnów                 | 4    | (2,0,1,1,0) |  |
| 13   | (12) Ricky Asworth     | Anglia                      | 4    | (1,0,1,1,1) |  |
| 14   | (13) Lee Smethills     | Anglia                      | 3    | (1,0,2,0,0) |  |
| 15   | (9) Marcin Leś         | Marma Polskie Folie Rzeszów | 1    | (0,1,0,0,-) |  |
| 16   | (7) Arlo Bugeja        | Australia                   | 1    | (0,1,0,0,0) |  |
| 17   | (R1) Mateusz Szostek   | Marma Polskie Folie Rzeszów | 1    | (1)         |  |

Bieg po biegu

do uzupełnienia